# 마쇼나두더지쥐
마쇼나두더지쥐(Fukomys darlingi)는 뻐드렁니쥐과에 속하는 설치류의 일종이다. 모잠비크와 짐바브에에서 발견된다. 자연 서식지는 아열대 또는 열대 건조 관목 지대와 건조 저지대 초원 그리고 동굴이다.